# Абсолютна система відліку
Абсолю́тна систе́ма ві́дліку — гіпотетична система відліку, яка містить поняття абсолютного простору і абсолютного часу.
Принцип відносності сучасної фізики заперечує існування абсолютної системи відліку, вимагаючи, щоб усі фізичні закони мали однаковий вигляд у будь-якій системі координат.
Поняття абсолютної системи відліку ввів у обіг Ісаак Ньютон, визначаючи відносно неї інерціальність будь-якої іншої системи відліку. За Ньютоном точне визначення абсолютної системи неможливе, але практично достатнім наближенням є система, в якій зорі вважаються непорушними. Абсолютна система відліку визначає абсолютний простір і абсолютний час. Водночас механіка Ньютона інваріантна відносно перетворень Галілея, що означає однаковість її законів у будь-якій інерційній системі відліку.
З розвитком електродинаміки абсолютну систему відліку стали пов'язувати з гіпотетичним середовищем, в якому розповсюджуються електромагнітні хвилі — ефіром. Основні рівняння електродинаміки неінваріантні відносно перетворень Галілея, тому вважалося, що вони справедливі лише в одній системі відліку.
Однак, експеримент Майкельсона-Морлі не зміг виявити руху Землі відносно ефіру. Це призвело до побудови спеціальної теорії відносності Альберта Ейнштейна, яка відмовилася від ідей абсолютного простору й абсолютного часу й сформулювала закони механіки в такому вигляді, що вони стали справедливими в будь-якій інерціальній системі.
При цьому Ейнштейну довелося відмовитися від ідеї про абсолютний простір і час. Спеціальна теорія відносності стверджує, що події, які здаються одночасними спостерігачу в одній системі відліку, в іншій системі відліку, яка рухається відносно першої зі сталою швидкістю, одночасними бути не можуть. Аналогічно, довжини, виміряні в одній системі відліку, не збігаються із довжинами, виміряними в іншій. Щодо електромагнітних хвиль, вони не потребують для свого розповсюдження будь-якого середовища, рухаючись з однаковою швидкістю, швидкістю світла в будь-якій інерційній системі відліку.